# Bloch-tétel
A Bloch-tétel a kristálytan és a szilárdtestfizika egyik fontos állítása, mely egy kristály adta periodikus potenciálban felírható elektron-állapotfüggvény jellemzőit adja meg. A Felix Bloch által javasolt matematikai formalizmus gyakorlati hasznát az adja, hogy segítségével felírható az elektronra vonatkozó Schrödinger-egyenletet periodikus potenciálban, mellyel a cél a szilárdtestben lévő elektronok állapotfüggvényének meghatározása. 

## A Bloch-tétel állításai
Ideális (transzlációs szimmetriával rendelkező) kristályban az elektron állapotfüggvénye egy olyan bázisban írható fel, melynek tulajdonságai a következők:
- az állapotfüggvények energia-sajátállapotra vonatkoznak,
- az állapotfüggvények úgynevezett Bloch-hullámok, azaz egy síkhullám és egy {\displaystyle u_{n}^{k}} periodikus függvény (Bloch-függvény) szorzataként áll elő az alábbi formában:

{\displaystyle \Psi _{n}^{\mathbf {k} }(\mathbf {r} )=e^{i\mathbf {kr} }u_{n}^{\mathbf {k} }(\mathbf {r} )}

## Következményei
A Bloch-tétel azt mondja ki, hogy egy periodikus rendszer energia sajátfüggvényei a fenti alakban felírhatók. Az állapothoz tartozó sajátenergia reciprokrács-vektor ({\displaystyle \mathbf {K} }) periodikus: {\displaystyle \varepsilon _{n}(\mathbf {k} )=\varepsilon _{n}(\mathbf {k} +\mathbf {K} )}. Mivel az energiákhoz rendelt {\displaystyle n} index folytonosan változik a {\displaystyle \mathbf {k} } hullámszámmal, {\displaystyle n} indexű energiasávokról beszélünk. Továbbá mivel az adott {\displaystyle n}-hez tartozó sajátenergiák periodikusak {\displaystyle \mathbf {k} }-ban, az összes különböző, adott {\displaystyle \mathbf {k} }-hoz tartozó {\displaystyle \varepsilon _{n}(\mathbf {k} )} sajátérték megjelenik a reciprokrács első Brillouin-zónában.